# Верхняя задняя зубчатая мышца
Верхняя задняя зубчатая мышца (m. serratus posterior superior) — мышца третьего слоя поверхностных мышц спины, располагающаяся под ромбовидной мышцей.
Начинается от нижней части выйной связки, двух (одного) нижних шейных и двух верхних грудных позвонков.
 Идет вниз и латерально пучками, которые прикрепляются 4 зубцами к 2—5 ребрам, несколько латеральнее углов на наружной поверхности.
Количество мышечных пучков может варьировать, от увеличения их количества, до полного отсутствия мышцы.

## Функция
Раздвигает ребра, участвуя в акте вдоха. 